# Awak Kuier
Awak Hiba Kuier (* 19. August 2001 in Kairo) ist eine finnische Basketballspielerin.

## Werdegang
Kuier wurde als Tochter einer südsudanesischen Familie in Kairo geboren, ab dem zweiten Lebensjahr wuchs sie in der finnischen Stadt Kotka auf. Sie begann mit zehn Jahren mit dem Basketballsport und spielte in der Nachwuchsabteilung des Vereins Peli-Karhut in Kotka. Für die Sportart wurde sie aufgrund ihrer Körpergröße entdeckt, mit zehn Jahren maß Kuier bereits 1,80 Meter. In der Saison 2016/17 gab sie für Peli-Karhut ihren Einstand in der höchsten finnischen Erwachsenenspielklasse, Naisten Korisliiga. Von 2017 bis 2020 wurde Kuier in der Nachwuchsakademie des finnischen Basketballverbands (HBA-Märsky) in Helsinki gefördert. Mit HBA-Märsky trat sie in der Naisten Korisliiga an und erzielte in der Saison 2019/20 im Durchschnitt 25,8 Punkte sowie 12,2 Rebounds je Begegnung. Das Fachmedium eurobasket.com zeichnete sie anschließend als beste Spielerin der Liga in der Saison 2019/20 aus.
Anschließend wechselte Kuier zu Passalacqua Ragusa nach Italien, war dort in der Saison 2020/21 gleich Leistungsträgerin. Im April 2021 wählten die Dallas Wings die Finnin im Draftverfahren der US-Liga WNBA an zweiter Stelle aus. Ende Mai 2021 bestritt sie für die Texanerinnen ihr erstes Spiel in der WNBA. Außerhalb des WNBA-Spielbetriebs setzte sie ihre Laufbahn in Italien fort, 2022 wechselte sie zu Umana Reyer Venedig. 2025 nahm sie ein Angebot von Galatasaray Istanbul an.
Kuier war finnische Jugendnationalspielerin und wurde 2019 in die Damen-Auswahl des Landes berufen. Sie besitzt die finnische und ägyptische Staatsbürgerschaft.